# زی ماریو (بازیکن فوتبال، زاده ۱۹۴۹)
زی ماریو (پرتغالی: Zé Mário؛ زادهٔ ۱ فوریهٔ ۱۹۴۹) یک مربی فوتبال اهل برزیل است.
از باشگاه‌هایی که در آن بازی کرده‌است می‌توان به باشگاه فوتبال فلامینگو، باشگاه ورزشی واسکو دوگاما، و فلومیننزه اشاره کرد.